# Sant Feliu de Guíxols (kommunhuvudort)
Sant Feliu de Guíxols är en kommunhuvudort i Spanien.   Den ligger i provinsen Girona och regionen Katalonien, i den östra delen av landet. Sant Feliu de Guíxols ligger 12 meter över havet och antalet invånare är 21 977.
Terrängen runt Sant Feliu de Guíxols är kuperad åt nordväst, men åt nordost är den platt. Havet är nära Sant Feliu de Guíxols åt sydost.  Närmaste större samhälle är Lloret de Mar, 18,1 km sydväst om Sant Feliu de Guíxols. 